# Pablo Feo i Mato
Pablo Feo i Mato (nascut el 1995) és un nedador andorrà especialitzat en els 50, 100 i 200 metres esquena.
Al Campionat del Món de natació en piscina curta de 2012, disputat a Istanbul (Turquia), participà en els 50, 100 i 200 metres esquena quedant en 59a, 57a i 37a posició respectivament.
Als Jocs dels Petits Estats d'Europa de 2013, celebrats a Luxemburg, competí a les proves de 50 i 100 m. lliures, 100 i 200 m. esquena i 100 m. papallona. En cap d'elles aconseguí medalla per a la delegació andorra després haver quedat en 7a, 10a, 6a, 6a i 10a posició respectivament.
Al Campionat del Món de natació de 2013, celebrat a Barcelona, es classificà per a disputar la prova de 200 metres lliures.